# Go (альбом Пола Чемберса)
Go — студійний альбом американського джазового контрабасиста Пола Чемберса, випущений у 1959 році лейблом Vee-Jay.

## Опис
Це була перша з двох сесій на лейблі Vee-Jay для контрабасиста Пола Чемберса, на якій були записані його власні композиції та джазові стандарти. Сесія звукозапису відбулась 2 і 3 лютого 1959 року на студії Universal Recording в Чикаго. Також у квінтеті грають Кеннонболл Еддерлі на альт-саксофоні та трубач Фредді Габбард, піаніст Вінтон Келлі (який також на той час записувався на Vee-Jay як соліст), ударники Філлі Джо Джонс та Джиммі Кобб.

## Список композицій
1. «Awful Mean» (Кеннонболл Еддерлі) — 6:56
2. «Just Friends» (Джон Кленнер, Сем Льюїс) — 5:14
3. «Julie Ann» (Пол Чемберс) — 6:01
4. «There Is No Greater Love» (Ішем Джонс, Марті Саймс) — 8:14
5. «Ease It» (Пол Чемберс) — 6:57
6. «I Got Rhythm» (Джордж Гершвін) — 6:06

## Учасники запису
- Фредді Габбард — труба
- Джуліан «Кеннонболл» Еддерлі — альт-саксофон
- Вінтон Келлі — фортепіано
- Пол Чемберс — контрабас
- Філлі Джо Джонс (1), Джиммі Кобб (2—6) — ударні

Технічний персонал
- Сід Маккой — продюсер
- Дон Бронстайн — обкладинка (дизайн)
- Дік Мартін — текст